# 松浦総三
松浦 総三（まつうら そうぞう、本名：松浦 総蔵（まつうら そうぞう）、1914年11月25日 - 2011年7月6日）は、日本の社会評論家。編集者。ジャーナリスト教育者。

## 人物
山梨県甲府市出身。中央大学中退。改造社の編集者を経て、家永三郎らと発行した「東京大空襲・戦災誌」で菊池寛賞。
50代から反天皇制、反戦の立場からの論陣を張る。
また、日本ジャーナリスト専門学校で教鞭を執り後進の育成にも力を入れていた。
西田敏行、山田洋次、黒柳徹子らと共に「平和のための戦争展」（日本中国友好協会主催）の呼びかけ人を務めていた。
2011年7月6日、結腸がんのため東京都東大和市の病院で死去。96歳没。

## 著書
- 占領下の言論弾圧 現代ジャーナリズム出版会 1969
- 東京が三度燃える日 自由国民社 1971 「東京大惨害ドキュメント」と改題
- 戦時下の言論統制 体験と資料 白川書院 1975
- 天皇とマスコミ 青木書店 1975
- 戦後ジャーナリズム史論 出版の体験と研究 出版ニュース社 1975
- 文藝春秋と天皇 タカ派ジャーナリズムと敬語報道  晩聲社 1977.10
- 現代ジャーナリズム事件誌 最近『文春』誌学・『週刊新潮』論他 白川書院 1977.2
- 週刊誌を斬る 実践的反動マスコミ批判 幸洋出版 1980.5
- スキャンダラスな時代 80年代の週刊誌を斬る 幸洋出版 1982.4
- 松浦総三の仕事 1-3 大月書店 1984-1985
- 週刊誌の中の天皇 週刊誌評1983-1985年 草の根出版会 1989.3
- 天皇報道の嵐の中で 週刊誌評1986-1988年 草の根出版会 1989.4
- 天皇裕仁と東京大空襲 大月書店 1994.3
- 天皇裕仁と地方都市空襲 大月書店 1995.4
- 「天声人語」の天皇と戦争 〈神の国〉報道研究 蝸牛新社 2000

## 共編著
- 昭和特高弾圧史 1-8 明石博隆共編 太平出版社 1975-1976
- 『文藝春秋』の研究 タカ派ジャーナリズムの思想と論理 晩聲社 1977.6
- 太平洋戦争末期の市民生活 空襲・教育・報道・衣食住 市民講座 早乙女勝元共編 鳩の森書房 1977
- われわれにとって「君が代」とはなにか 国歌論争のすすめ 石上正夫共編 鳩の森書房 1977.11
- 万歳岬の虹 玉砕島からの証言 鈴木均、早乙女勝元共編 時事通信社 1977.7
- 原稿料の研究 作家・ジャーナリストの経済学 日本ジャーナリスト専門学院出版部 1978
- KCIAの対日マスコミ工作 その実態と実例 中川信夫共編 晩聲社 1978.8
- 国立国会図書館の課題 磯村英一共編 白石書店 1979.10
- あえて言う 中国とソ連への直言 新村猛共編 すずさわ書店 1980.3
- 現代マスコミ人物事典 1980/85年版、86年版 幸洋出版 1980-1986
- 逃げられなかった父と母 現代「ハッピー」族の戦争研究 レポート・日本ジャーナリスト専門学校学生 大月書店 1985.10
- 現代ニッポン年中行事 大月書店 1986.5